# Josef Ješina
Josef Ješina (17. srpna 1824 Židněves — 21. srpna 1889 Zlatá Olešnice v Jizerských Horách) byl český římskokatolický kněz, romista, etnograf a publicista. Jako jeden z prvních se, jako následovník Antonína Puchmajera, začal věnovat studiu romského jazyka a folklóru.

## Život
Narodil se v Židněvsi u Mladé Boleslavi. Vystudoval kněžský seminář a byl vysvěcen na kněze. Posléze se stal farářem v kostele svatého Martina ve Zlaté Olešnici v Jizerských Horách.

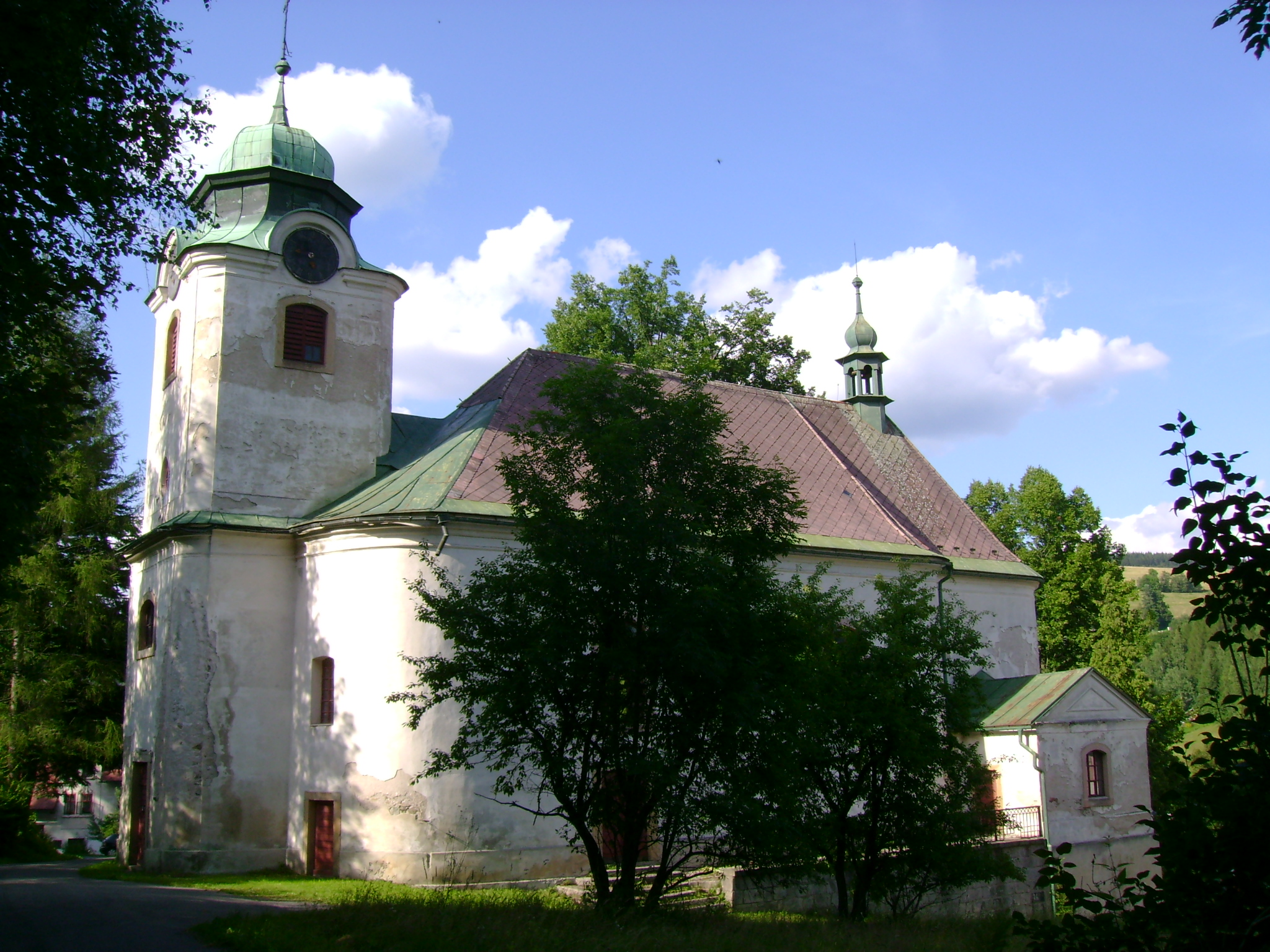
Kostel sv. Martina ve Zlaté Olešnici

Začal se zabývat studiem kultury kočovných Romů, jejich tradic a jazyka. Ve spolupráci s páterem Františkem Ulrichem pracoval na lingvistickém mapování romštiny. Rodilé mluvčí zval na olešnickou faru či je navštěvoval v jejich komunitách. Byl autorem česko-romského slovníku, cvičebnice romštiny a sbírky romských pohádek a bajek. Slovník byl vydán nakladatelstvím Karla Šolce v Kutné Hoře.

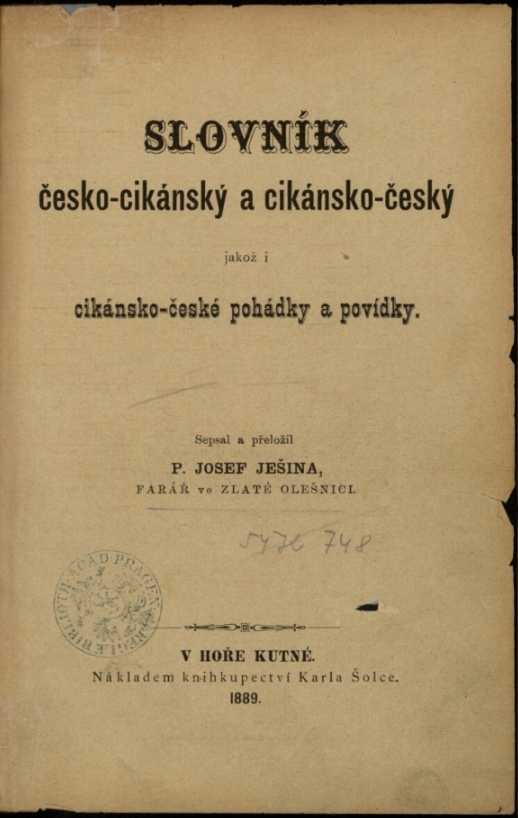
Slovník česko-cikánský a cikánsko-český jakož i cikánsko-české pohádky a povídky, Nakladatelství Karel Šolc, Kutná Hora, 1889

Přispíval do Ottova slovníku naučného pod značkou Jna. Je spoluautorem hesla Cikáni.

### Úmrtí
Josef Ješina zemřel 21. srpna 1889 ve Zlaté Olešnici ve věku 65 let a byl zde nejspíše také pohřben na místním hřbitově.

## Dílo
- Romáňi čib, čili, Jazyk cikánský (1882)
- Slovník česko-cikánský a cikánsko-český jakož i cikánsko-české pohádky a povídky (1889)